# Домарат Кобылянский
Домарат Кобылянский, Домарат из Кобылян (пол. Domarat z Kobylan, Domarat Kobylański; 1380—1440) — польский военный и государственный деятель, каштелян бецкий (1411—1433), каштелян войницкий и люблинский, маршалок придворный коронный С 1428 года, владелец имения Кобыляны. Брат — Януш Кобылянский (ум. около 1441), ловчий и подстолий краковский, староста саноцкий.

## Биография
Представитель польского дворянского рода Кобылянских герба «Гржимала». Правнук воеводы калишского Пшецлава Кобылянского (1360—1379). В 1406 году он принимал участие в войне Сигизмунда Люксембургского против бана Боснии. В 1410 году Домарат участвовал в битвах с тевтонскими рыцарями-крестоносцами под Грюнвальдом и Короновым, сражался в первом ряду краковской хоругви.
Участвовал в подписании Городельской унии между Польшей и ВКЛ в 1413 году, на озере Мельно он подписал мирный договор между Польским королевством и Тевтонским орденом в 1422 году, участвовал в подписании Брест-Куявского мирного договора между Польшей и Тевтонским орденом в 1435 году.
Домарат из Кобылян был женат на краковской мещанке Ядвиге Винк, от брака с которой у него было четверо детей. Их внук, Марцин Кобылянский, в середине XV века учился в Краковской академии.

## Изображение в культуре
Дамарат был включен в описание Грюнвальдской битвы Генриком Сенкевичем в его романе «Крестоносцы», он изображен Яном Длугошем в хронике и Яном Матейко в его изображении битвы с Тевтонскими рыцарями как бородатый рыцарь в шлеме.